# Janusz Piekałkiewicz
Janusz Piekałkiewicz (ur. 1925 w Warszawie, zm. 9 marca 1988) – polski żołnierz, pisarz, historyk, reżyser, reporter radiowy oraz twórca filmowy, tworzący za granicą (głównie w języku niemieckim). Bratanek Delegata Rządu na Kraj profesora Jana Piekałkiewicza, zamordowanego przez Gestapo.

## Życiorys
Janusz Piekałkiewicz był autorem publikacji z dziedziny historii współczesnej. Największą sławę przyniosło mu obiektywne podejście do wydarzeń II wojny światowej, a zwłaszcza wyjaśnienie kulisów wielu tajnych operacji prowadzonych przez służby specjalne w tamtym okresie. W 1997 roku Studio Filmowe Wir zrealizowało o nim film dokumentalny na zlecenie I programu TVP.

### Pobyt w kraju
W 17. roku życia Janusz Piekałkiewicz wstąpił do Armii Krajowej. Służył m.in. w Biurze Informacji i Propagandy AK. Po uczestnictwie w powstaniu warszawskim został osadzony w berlińskiej filii obozu koncentracyjnego Sachsenhausen. W 1946 roku zdał maturę, następnie w roku 1948 rozpoczął naukę w łódzkiej szkole filmowej na Wydziale Reżyserii, studiował również historię współczesną. Po trzech latach z powodów politycznych został z niej usunięty. Jakiś czas pracował jako asystent reżysera, pisał też scenariusze filmów popularnonaukowych, które również z powodów politycznych nie miały szans realizacji. Po przeprowadzce do Zakopanego, pracował tam jako przewodnik tatrzański. Postanowił opuścić kraj w 1956 roku szlakiem kurierskim z czasów II wojny światowej.

### Emigracja
Jesienią tego roku dotarł na Węgry, gdzie stał się uczestnikiem powstania 1956. Po jego upadku przedostał się do Austrii, gdzie na krótko został internowany. Początkowo utrzymywał się pracując jako robotnik drogowy. Następnie w Wiedniu został reporterem radiowym, twórcą telewizyjnym i filmowym w Paryżu, Londynie i Republice Federalnej Niemiec.
Jego serial telewizyjny pt. Szpiedzy, agenci, żołnierze – tajne jednostki okresu II wojny światowej (26 odcinków) otrzymał główną nagrodę (Złotą Nimfę) na IX Międzynarodowym Festiwalu Telewizji w Monte Carlo w 1969 roku. Nagroda ta została przyznana za obiektywizm, precyzję w przedstawianiu faktów oraz rzeczowość relacji. Statuetka ta stała się jego własnością dopiero 11 lat później.

## Twórczość
Wszystkie publikacje powstały w języku niemieckim. Dopiero w III Rzeczypospolitej zaczęto tłumaczyć je na język polski i wydawać w kraju ojczystym autora. Jego celem było napisać na nowo najnowszą historię oraz zrobić filmową dokumentację II wojny światowej.

### Filmy i programy telewizyjne
- Szpiedzy, agenci, żołnierze – tajne jednostki okresu II wojny światowej (26 odcinków),
- Polnische Passion.

### Publikacje dotyczące historii wojen
- Der Erste Weltkrieg (wyd. polskie – Kalendarium I wojny światowej),
- Der Zweite Weltkrieg (wyd. polskie – Kalendarium II wojny światowej),
- Luftkrieg 1939–1945 (wyd. polskie – Wojna w powietrzu 1939–1945),
- Seekrieg 1939–1945 (wyd. polskie – Wojna na morzu 1939–1945),
- Krieg der Panzer 1939–1945 (wyd. polskie – Wojna pancerna 1939–1945),
- Polenfeldzug – Hitler und Stalin zerschlagen die Polnische Republik (wyd. polskie – Polski wrzesień: Hitler i Stalin rozdzierają Rzeczpospolitą ),
- Krieg auf dem Balkan 1940–1945 (wyd. polskie – Wojna na Bałkanach 1940–1945),
- Ziel Paris – Der Westfeldzug 1940 (wyd. polskie – Cel Paryż. Kampania 1939–1940),
- Rommel und die Geheimdienste in Nordafrika 1941–1943 (wyd. polskie – Rommel. Tajna służba w północnej Afryce 1941–1943),
- Der Wüstenkrieg in Afrika 1940–1943 (wyd. polskie – Wojna w Afryce 1940–1943),
- Die Schlacht um Moskau – Die erfrorene Offensive (wyd. polskie – Bitwa o Moskwę),
- Stalingrad – Anatomie einer Schlacht (wyd. polskie – Stalingrad. Anatomia bitwy),
- Unternehmen Zitadelle – Kursk und Orel: Die größte Panzerschlacht der 2. Weltkriegs (wyd. polskie – Operacja Cytadela),
- Kampf um Warschau – Stalins Verrat an der polnischen Heimatarmee 1944,
- Die Schlacht von Monte Cassino – Zwanzig Völker ringen um einen Berg (wyd. polskie – Monte Cassino),
- Die Invasion – Frankreich 1944,
- Arnheim 1944 – Die größte Luftlandeoperation (wyd. polskie – Arnhem 1944: ostatnie zwycięstwo Niemiec),
- Die Schweiz am Rande des Krieges,
- Die Ju 52 im Zweiten Weltkrieg (wyd. polskie – JU 52/3m W II wojnie światowej),
- Der Fieseler Fi 156 "Storch" im Zweiten Weltkrieg (wyd. polskie – Fieseler Fi 156 Storch w II wojnie światowej),
- Die 8,8 Flak im Erdkampfeinsatz (wyd. polskie – Armata przeciwlotnicza kal. 88 mm),
- Die BMW Kräder R12 / R75 im Zweiten Weltkrieg (wyd. polskie – Motocykle BMW R12/R75 w II wojnie światowej),
- Pferd und Reiter im Zweiten Weltkrieg (wyd. polskie – Wojna kawalerii 1939–1945),
- Die Deutsche Reichsbahn im Zweiten Weltkrieg,
- Der VW Kübelwagen Typ 82 im Zweiten Weltkrieg,
- Die alte Tante und der Storch. Bildreport Ju 52 und Fi 156,

### Publikacje dotyczące historii służb specjalnych
- Spione, Agenten, Soldaten – Geheime Kommandos im Zweiten Weltkrieg (wyd. polskie – Szpiedzy, agenci, żołnierze: tajne operacje II wojny światowej),
- Weltgeschichte der Spionage (wyd. polskie – Dzieje szpiegostwa).

### Publikacje dotyczące innych zagadnień
- Da liegt Gold – Verborgene Schätze in aller Welt (wyd. polskie – Ukryte złoto),
- Schatzsucher haben noch Chancen (wyd. polskie – Na tropach skarbów: vademecum odkrywcy),
- Freibeuter in der Karibischen See – Das bunte wilde Leben der Buccaneers,
- Nachbarn seit tausend Jahren. Deutsche und Polen in Bildern und Dokumenten (z Richardem Breyerem i Peterem E. Nasarskim).